# سرورا د لس منتس
سرورا د لس منتس (به اسپانیایی: Cervera de los Montes) یک شهرستان در اسپانیا است که در استان تولدو واقع شده‌است.

## خصوصیات
سرورا د لس منتس ۳۲ کیلومترمربع مساحت و ۳۲۹ نفر جمعیت دارد و ۵۳۳ متر بالاتر از سطح دریا واقع شده‌است.